# John Bevere

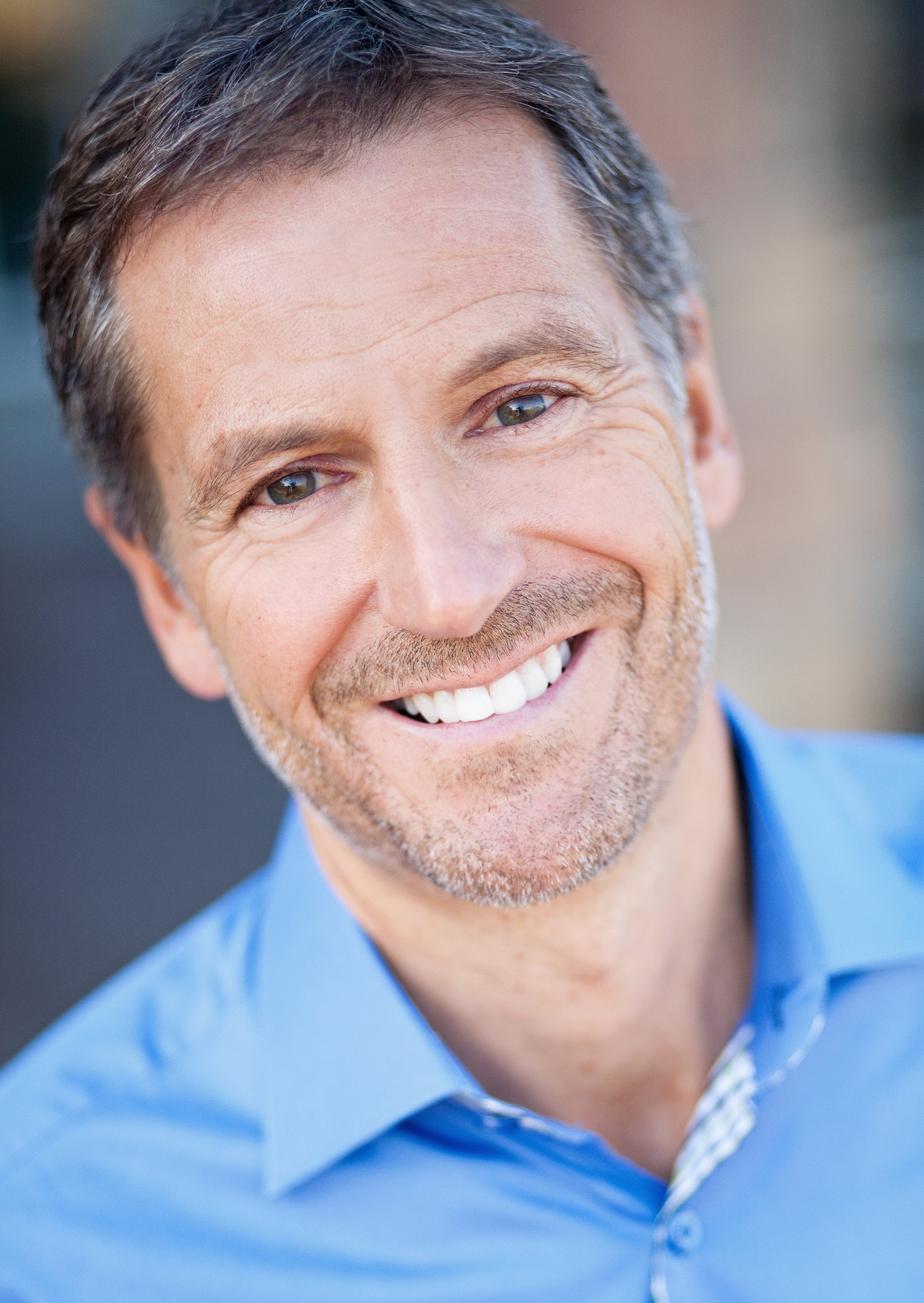
John Bevere

John Bevere (* 2. Juni 1959) ist ein US-amerikanischer christlicher Evangelist, evangelikaler Bibelschullehrer und Buchautor. 

## Leben
Bevere arbeitete in den 1980er und 1990er Jahren unter dem umstrittenen Charismatiker Benny Hinn in Orlando (Florida) als Jugendpastor und anschließend als Hinns persönlicher Assistent. Er findet sich in denselben Kreisen wie viele Anhänger der „Word of Faith“-Bewegung wieder, legt allerdings Wert darauf, dass sich seine Lehre davon klar unterscheidet.
John Bevere und seine Frau Lisa sind seit 1990 gemeinsam im geistlichen Dienst. In diesem Jahr gründeten sie John Bevere Ministries. Diese Organisation hat sich zu einem Dienst mit internationaler Reichweite entwickelt.
Sie leben in Colorado Springs und haben vier Söhne mit den Namen Addison, Austin, Alec (Alexander) und Arden. Er ist neben seiner Missionstätigkeit auch Bibellehrer an der International School of Ministry.

## Kritik
Beveres Anliegen ist es, dass sich Menschen ganz an der Bibel, die Gottes Willen klar offenbart, orientieren. Dies tut er durch seinen Predigt- und Vortragsdienst in vielen Kirchen der USA und weltweit, im Internet und durch seine Bücher. Kritiker wie Robin A. Brace werfen Bevere dagegen Gesetzlichkeit, Elemente des Wohlstandsevangeliums und eine Nähe zur charismatischen Bewegung vor. Er grenze sich zudem nicht genügend deutlich von seinem ehemaligen und umstrittenen Chef Benny Hinn ab.

## Schriften

### In deutscher Übersetzung
- Gut oder Gott? Weshalb GUT ohne GOTT nicht genug ist, Adullam, Grasbrunn 2011, ISBN 3-941826-18-2
- Geschaffen für ein außergewöhnliches Leben, Adullam, Grasbrunn 2011, ISBN 3-941826-06-9
- Der Lohn der Ehre, Adullam, Grasbrunn 2008, ISBN 3-931484-81-5
- mit Mark A. Olsen: Gerettet. Adullam, Grasbrunn 2007, ISBN 3-931484-79-3.
- Die Ewigkeit im Herzen – Damit dein Leben jetzt und in der Ewigkeit zählt, Adullam, Grasbrunn 2006, ISBN 978-3-931484-56-9.*
- Näher Gott zu dir. Adullam, Grasbrunn 2006, ISBN 3-931484-50-5.
- Fühlst du dich unfair behandelt? Adullam, Grasbrunn 2005, ISBN 3-931484-53-X.
- Siegreich durch die Wüste. Adullam, Grasbrunn 2005, ISBN 3-931484-47-5.
- Gottes Wegbereiter. Adullam, Grasbrunn 2005, ISBN 3-931484-48-3.
- Ein Herz in Flammen – Entfache eine Leidenschaft für Gott. Adullam, Grasbrunn 2004, ISBN 3-931484-43-2.
- Verschließ dem Feind die Tür. Adullam, Grasbrunn 2003, ISBN 3-931484-31-9.
- Unter Gottes Schutz. Adullam, Grasbrunn 2003, ISBN 3-931484-38-6.
- Spricht so der Herr? Adullam, Grasbrunn 2002, ISBN 3-931484-05-X.
- Die Furcht des Herrn – Entdecke, wie du ein enger Freund Gottes werden kannst, Adullam, Grasbrunn 2001, ISBN 3-931484-14-9.
- Lass dich nicht einschüchtern Adullam, Grasbrunn 2001, ISBN 3-931484-29-7.
- Der Köder des Feindes – Deine Reaktion bestimmt deine Zukunft, Adullam, Grasbrunn 2000, ISBN 3-931484-15-7.